# Мнішек-над-Гнілцом
Мнішек-над-Гнілцом (словац. Mníšek nad Hnilcom, угор. Szepesremete) — село, громада в окрузі Ґелніца, Кошицький край, Словаччина. Кадастрова площа громади — 39,44 км². Населення — 1781 осіб (за оцінкою на 31 грудня 2017 р.).
Перша згадка 1233 року.

## Географія
Протікає річка Смолник.

## Населення
| Рік:            | 1994. | 2004.   | 2014.   | 2024.   |
| --------------- | ----- | ------- | ------- | ------- |
| Кількість осіб: | 1621  | 1711    | 1751    | 1830    |
| Різниця:        |       | +5,55 % | +2,33 % | +4,51 % |

| Рік:            | 2023. | 2024.   |
| --------------- | ----- | ------- |
| Кількість осіб: | 1832  | 1830    |
| Різниця:        |       | -0,10 % |

## Транспорт
Залізнична станція Mnišek nad Hnilcom.